# ست الدار بنت عبد السلام الحرانية
أم أحمد سِتُّ الدَّار بنت عبد السَّلَام الحرانية هي الشَّيْخَةُ الصَّالِحَة سِتُّ الدَّار بنت أبي البركات شيخ الإسلام ومجد الدين عبد السلام بن عبد الله ابْن تَيْمِية الحراني، وهي عمّة تقي الدين، وأخت شهاب الدين، وأبوها مجد الدين. ولدت في حران ثم انتقلت إلى دمشق مع زوجها عندما هاجم هولاكو وجنده بلاد الإسلام. توفيت في دمشق يوم الجمعة أول ربيع الآخر سنة 686هـ. ودفنت يوم السبت بسفح قاسيون.
كانت محدثة، فقد حدثت عن: ابن روزبة وَعبد اللَّطِيف بن يُوسُف، وروى عنها ابنا أخيها أحمد وعبدالرحمن، والبرازالي، وابن مسلم وجماعة من الأعيان.
قال ابن حجر في الدرر الكامنة: مُحَمَّد بن حمد بن عبدالْمُنعم بن حمد بن منيع بن أبي الْفَتْح الْحَرَّانِي التَّاجِر الْمَعْرُوف بِابْن البيع، وُلِدَ سنة 681هـ وَسمع جُزْء البانياسي بِقِرَاءَة الشَّيْخ تَقِي الدين ابْن تَيْمِية على عمته سِتِّ الدَّار بنت مجد الدين ابْن تَيْمِية حَاضرًا فِي سنة 683هـ.